# Basilique Ste-Marie (Lubumbashi)
Die Basilique Ste-Marie, auch Basilika von Lubumbashi, ist eine römisch-katholische Kirche in Lubumbashi, der Hauptstadt der Provinz Haut-Katanga der Demokratischen Republik Kongo. Sie steht auf einem Hügel im südlichen Stadtteil Kenya am Schnittpunkt der Avenue de la Basilique mit der Avenue de la Mission. Im Anschluss befindet sich das Schulzentrum St Marie.
Der Zentralbau auf quadratischem Grundriss mit achteckiger Kuppel wurde in den 1950er Jahren erbaut. Im Jahr 2000 wurde die Kirche durch Papst Johannes Paul II. zur Basilica minor erhoben.